# Балка Дідова
Балка Дідова — балка (річка) в Україні у Солонянському районі Дніпропетровської області. Права притока річки Тритузни (басейн Дніпра).

## Опис
Довжина балки приблизно 6,97 км, найкоротша відстань між витоком і гирлом — 6,00 км, коефіцієнт звивистості річки — 1,16. Формується декількома струмками та загатами. На деяких ділянках балка пересихає.

## Розташування
Бере початок на північно-східній стороні від села Шестипілля. Тече переважно на північний захід через село Вишневе і впадає у річку Тритузну, праву притоку річки Мокрої Сури.

## Цікаві факти
- У XX столітті на балці існували водосховище, курган-могила Дідова та газова свердловина[2].